# Erebia narona
Erebia narona är en fjärilsart som beskrevs av Hans Fruhstorfer 1917. Erebia narona ingår i släktet Erebia och familjen praktfjärilar. Inga underarter finns listade i Catalogue of Life.